# Lepthyphantes agnellus
Lepthyphantes agnellus este o specie de păianjeni din genul Lepthyphantes, familia Linyphiidae, descrisă de Maurer și Thaler, 1988. Conform Catalogue of Life specia Lepthyphantes agnellus nu are subspecii cunoscute.